# Ai vist lo lop
Ai vist lo lop o He vist el llop és una cançó tradicional occitana creada vers el segle xiii, una variant de la qual és "He vist el llop, la guineu i la mostela".

## Història
En forma de "borrèia de tres temps", aquesta cançó s'ha transmès durant segles i ha format part del repertori musical tradicional comú al conjunt del Massís Septentrional occità des de començaments del segle xix.
Estructurada en forma binària, s'ha difós principalment a les zones on s'hi ha parlat l'occità, com a cançó de nona.
A partir de la recuperació de la música folk dels anys 1970, el tema s'ha arranjat i interpretat per moltes agrupacions musicals, tant en la seva forma ternària i con en la binària. Avui encara és tocat a França pel duo Brotto Lopez (versió ternària). A Alemanya, ha estat interpretat en concert pel grup de folk metal alemany In Extremo (versió binària).

## Lletra (en occità)
Ai vist lo lop, lo rainard, la lèbre

Ai vist lo lop, lo rainard dançar

Totei tres fasián lo torn de l'aubre

Ai vist lo lop, lo rainard, la lèbre

Totei tres fasián lo torn de l'aubre

Fasián lo torn dau boisson folhat.

Aquí trimam tota l'annada

Per se ganhar quauquei sòus

Rèn que dins una mesada

Ai vist lo lop, lo rainal, la lèbre

Nos i fotèm tot pel cuol

Ai vist la lèbre, lo rainal, lo lop.

### Traducció en català
He vist el llop, la guineu, la llebre,

He vist el llop, la guineu dansar,

Tots tres feien la volta a l'arbre,

He vist el llop, la guineu, la llebre

Tots tres feien la volta a l'arbre,

Feien la volta a l'arbust espès.

Aquí treballem tot l'any

Per guanyar alguns sous,

I en un mes,

He vist el llop, la guineu, la llebre,

I no ens queda res,

He vist la llebre, la guineu, el llop.

## Intèrprets

### versió binària
- Mont-Joia (1976)
- In Extremo (1998)

### versió ternària
- Mark Gilston au Dulcimer (2014)
- Gérard à l'accordéon et Alexis à la cabrette (2016)